# Ламуд (город)
Ла́муд (исп. Lámud) — административный центр провинции Луя, департамента Амасонас на северо-востоке Перу. Он расположен на высоте приблизительно 2330 метров над уровнем моря в перуанских Андах. Город был основан испанцами в колониальную эпоху.